# Lamine Nsaybi
Lamine Nsaybi, né le 7 mai 1982, est un footballeur tunisien. Il joue actuellement au poste d'arrière gauche avec le club d'El Gawafel sportives de Gafsa.
Il a rejoint le Club africain en juillet 2008 pour un contrat de trois ans en provenance d'El Gawafel sportives de Gafsa mais revient à son club d'origine après une saison.

## Carrière
- ?-2014 : El Gawafel sportives de Gafsa (Tunisie)
  - 2008 : Club africain (Tunisie), en prêt
  - 2009 : Avenir sportif de La Marsa (Tunisie), en prêt
- 2014-? : Jendouba Sports (Tunisie)
- 2018-2019 : Football Mdhilla Club (Tunisie)
- depuis 2019 : Avenir sportif de Lalla (Tunisie)

## Palmarès
- Coupe nord-africaine des clubs champions :
  - Vainqueur : 2009